# 新次元アセンション
『新次元アセンション』（しんじげんアセンション）は、渡辺瑞樹による日本の漫画作品。『月刊コミックジーン』（メディアファクトリー）にて、2012年6月号から2013年10月号まで連載された。単行本は全3巻。

## 概要
親友の失踪を機に主人公がオカルトにまつわる事件の真相を探る物語。アセンションを題材としており、作中では様々なオカルトや怪奇現象の話が登場する。また、巻末には、『Answer in the Dark』という各話で登場したオカルトに関する解説が掲載されている。

## あらすじ
舞台は、2012年の神奈川県。世間では中高生の間で頭が良くなると評判のCD『トリガー』が流行していた。だが、その一方でCDを聴いた者の中には、精神に異常をきたしたり行方不明になったりした者がいるという。平凡な男子高校生・天海千年は、親友が行方不明になったことを機に、事件の真相を追う。

## 登場人物
天海 千年（あまみ ちとせ）
本作の主人公。私立高校に通う少年。サッカー部所属で、本人もサッカーが好きだが、腕前は良くない。親友・速人の失踪を機に、彼の行方を追う。
明智 多聞（あけち たもん）
千年の従兄。自称：天才。かつてアメリカの研究施設に勤めていたが、現在は鎌倉市の整骨院で働いている。マルチオタクで、オカルトの知識も豊富。
彼我 真紅（ひが しんく）
本作のヒロイン。千年のクラスメイト。美人だが、朴念仁で近寄りがたい雰囲気を持つ。常にiPadを携帯している。情報収集能力が高く、ハッキングも得意。
拝島 速人（おがみじま はやと）
千年のクラスメイトで、親友。サッカーが非常に得意で、特待生として将来有望視されている。CD『トリガー』を聴いた後、家族ごと失踪してしまう。
百千万億 那由多（つもい なゆた）
誰にも解決出来ない事件を専門とする『匿名捜査支援室』に所属する刑事。父親も刑事である。多聞を尊敬している。多聞からは「ナナちゃん（親の七光りだから）」と呼ばれている。
アンソニー・ラザフォード
アメリカの巨大企業『オメガサイエンス』の広報兼科学者にして、多聞の旧友。多聞をスカウトする為に、来日した。美形で、マスコミにも登場しており、女性からの人気が高い。

## 書誌情報
- 渡辺瑞樹『新次元アセンション』メディアファクトリー〈MFコミックスジーンシリーズ〉、全3巻
  1. 2012年10月27日発売[2]、ISBN 978-4-8401-4748-4
  2. 2013年2月27日発売[3]、ISBN 978-4-8401-5023-1
  3. 2013年11月27日発売[4]、ISBN 978-4-0406-6123-0